# 草根民主運動
草根民主運動（英語：Grassroots Democratic Movement）是少數於軍政府統治時期獲承認的奈及利亞政黨之一。

## 歷史
1996年9月，草根民主運動與國家共識議會、奈及利亞民主黨、奈及利亞國家中央黨和聯合奈及利亞議會黨等其他四個政黨獲得薩尼·阿巴查軍政府治下的奈及利亞全國選舉委員會正式承認為政黨。該黨參與了1997年12月舉行的地方州議會選舉，之後又參與了1998年4月舉行的國會選舉。
根據1998年2月、4月時的報導，草根民主運動與聯合奈及利亞議會黨是唯二考慮支持阿巴查以外人士參選尼日利亚总统的政黨。哈只、前警察總監穆罕默德·迪科·尤素夫以及律師、奈及利亞進步黨創黨者通吉·布雷思韋特（Tunji Braithwaite）皆曾意圖成為草根民主運動推舉的總統候選人。不過，草根民主運動最終仍在4月中下旬與其他政黨共同推舉阿巴查為1999年奈及利亞總統選舉總統候選人。尤素夫對此感到不滿，除了控告草根民主運動支持阿巴查之舉，要求他辭職下臺以外，亦堅持繼續競選活動，因此導致他的競選辦公室於5月底遭到襲擊、支持者遭到恐嚇、競選海報亦遭拆毀。
1998年6月，阿巴查驟逝，阿卜杜勒萨拉米·阿布巴卡尔繼位為奈及利亞的國家元首。阿布巴卡爾將草根民主運動在內的五個政黨全部解散，宣布將於1999年初舉行民主選舉，同時恢復結社自由、司法獨立，並開放國際監察員監察選舉。